# Ольденбург во французский период

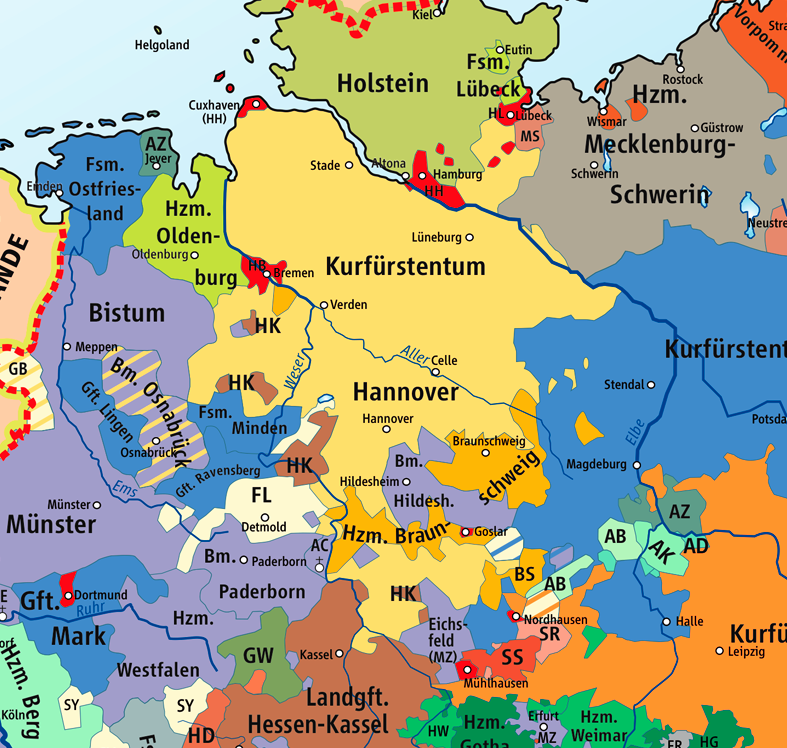
Герцогство Ольденбург в 1789 г.

Ольденбург во французский период (нем. Oldenburger Franzosenzeit) — период истории герцогства Ольденбург с 1806 по 1814 гг., когда оно входило в сферу влияния и в состав Первой французской империи.

## В ходе коалиционных войн и вступление в Рейнский союз (1799—1808)
Уже в начале коалиционных войн в 1799 году герцогству Ольденбург пришлось принимать на своей территории передвижения и расквартировывание войск курфюршества Ганновер, Великобритании и Пруссии. После окончания Третьей коалиционной войны присоединение к Рейнскойму союзу ещё можно было предотвратить из-за тесной связи с Россией — император Александр I приходился племянником покойной жене ольденбургского герцога Петра I Фридерике Вюртембергской. Сама Россия вместе с Пруссией участвовала в войне с Францией.
14 октября 1806 года Пруссия вышла из войны, генералу Гебхарду Блюхеру пришлось капитулировать к северу от Любека на территории принадлежавшего Ольденбургу эксклава в Любеке. Россия не могла предотвратить оккупацию герцогства 12 ноября 1806 года войсками королевства Голландия под командованием Людовика Бонапарта. Только в январе 1807 г. бежавший в Ойтин Пётр I смог вернуться в Ольденбург.
По Тильзитскому миру в июле 1807 г. Наполеон гарантировал суверенитет некоторых германских княжеств под управлением родственником российской правящей династии Романовых, включая герцогство Ольденбургское. Однако к Голландии отошли бывшие владения Ольденбурга — сеньории Йевер (с 1797 г. — Российская империя) и Книпхаузена (династия Бентинк). В сентябре и октябре 1808 г. Пётр посетил Эрфуртский конгресс, под давлением Александра герцог Ольденбурга последним немецким правителем в сфере влияния Франции присоединился к Рейнскому союзу.

## Рейнский союз и французская оккупация
Присоединение к Рейнскому союзу можно рассматривать как фактическое начало французского периода для герцогства Ольденбург, которое начинало выставлять воинский контингент и стала участником континентальной блокады. Однако отношения с Францией ухудшались:
- усилилась контрабанда через Гельголанд,
- герцог позволил князю Брауншвейг-Вольфенбюттеля в изгнании Фридриху Вильгельму отплыть из ольденбургского порта Браке в Англию с набранным в Богемии фрайкором, чтобы присоединиться к королевскому германскому легиону для борьбы с Францией,
- в апреле 1809 г. Пётр женил своего сына Петра Фридриха Георга на русской великой княгине Екатерине Павловне, отклонившей предлжение Наполеона на Эрфуртском конгрессе.

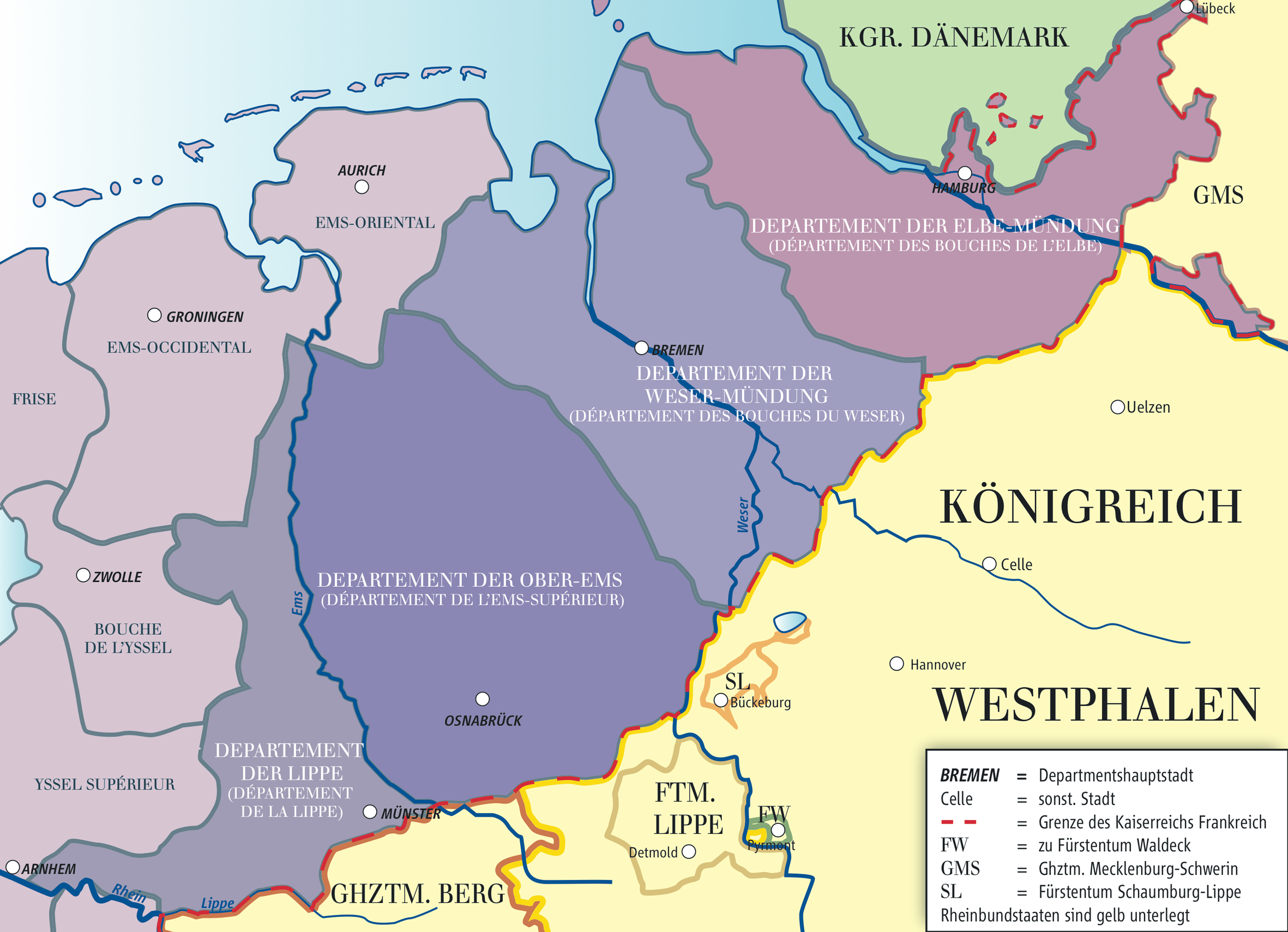
Четыре ганзейских департамента.

После того, как 1 марта 1810 г. для более эффективного выполнения блокады было оккупировано курфюршество Ганновер, а 1 июля Голландия вошла в состав Франции, Ольденбург стал непосредственно граничить с империей. 13 декабря Франция решила создать четыре ганзейских департамента на территории Северной Германии, которые простирались-бы параллельно рекам Эмс, Везер и Эльба до Гамбурга и Любека, гранича на юге с Вестфальским королевством.
Герцогство Ольденбург было поделено следующим образом:
- Герцогство Ольденбург и графства Дельменхорст сформировали округ Ольденбург департамента Устье Везера.
- Зюдольденбург вошёл в департамент Верхний Эмс
- Южная часть Любекского княжества с 1811 по 1814 г. была эксклавом департамента Устье Эльбы.

Государственная казна была конфискована, герцогу был предоставлен выбор: остаться в Ольденбурге или стать князем Эрфурта, но 27 февраля 1811 г. тот под уговорами Александра I предпочел отправиться в изгнание в Россию. Он предложил своим высшим чиновникам поступить к нему на службу с оплатой их услуг из своего личного состояния. 28 февраля 1811 г. состоялась церемония в церкви Святого Ламберта и издание прокламации к жителям герцогства, которые становились французскими подданными.

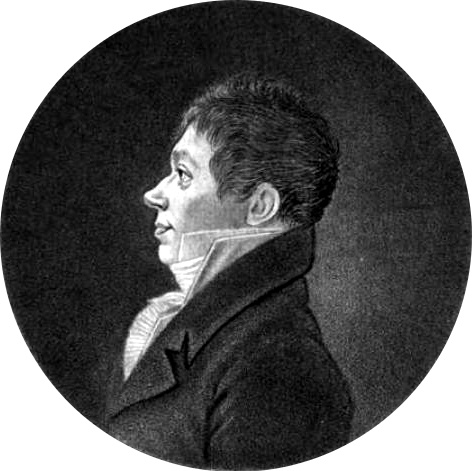
Оставшийся в Ольденбурге при французах глава высшего апелляционного суда Герхард Антон фон Халем, лишённый своих постов после возвращения герцога Петра I.

Конституция Французской империи и кодекс Наполеона вступили в силу в Ольденбурге 20 августа и внесли серьёзные изменения в правовую и административную систему. Были разрешены публичные суды и распределение наследства в равных долях, что раздробило крестьянскую собственность. С другой стороны, был отменен феодализм, введены гражданский брак, государственные реестры рождений и смертей, еврейское население было уравнено в правах.
Субпрефектом округа Ольденбург были Пьер де Кубертен, Амаде-Пьер Перье, в 1812 г. — бременский сенатор Иоганн Эберхард Павенстедт, заменённый французским бароном Пьер-Эммануэлн Фрошо.
Гражданское население сильно страдало от иностранного правления французов:
- набор солдат для выставляемого Рейнскому союзу контингента в 800 человек,
- набор матросов для укомплектования кораблей для запланированного вторжения в Англию,
- налоговое бремя,
- принудительные работы,
- поддержание континентальной блокады наносило урон торговле

Дислоцированный в Ольденбурге бывший батальон Рейнского союза в 1812 г. был приписан к 129-му Линейному пехотному полку, штаб которого находился в Оснабрюке. Полк принял участие в походе в Россию 1812 г. и был полностью уничтожен. Другие ольденбургские рекруты служили в других частях Великой армии, особенно в кавалерии. Точное количество потерь Ольденбурга неизвестно, к декабрю 1814 г. не было известно о судьбе бывших на французской службе 700 гражданах герцогства.

## Освободительная война 1813 г

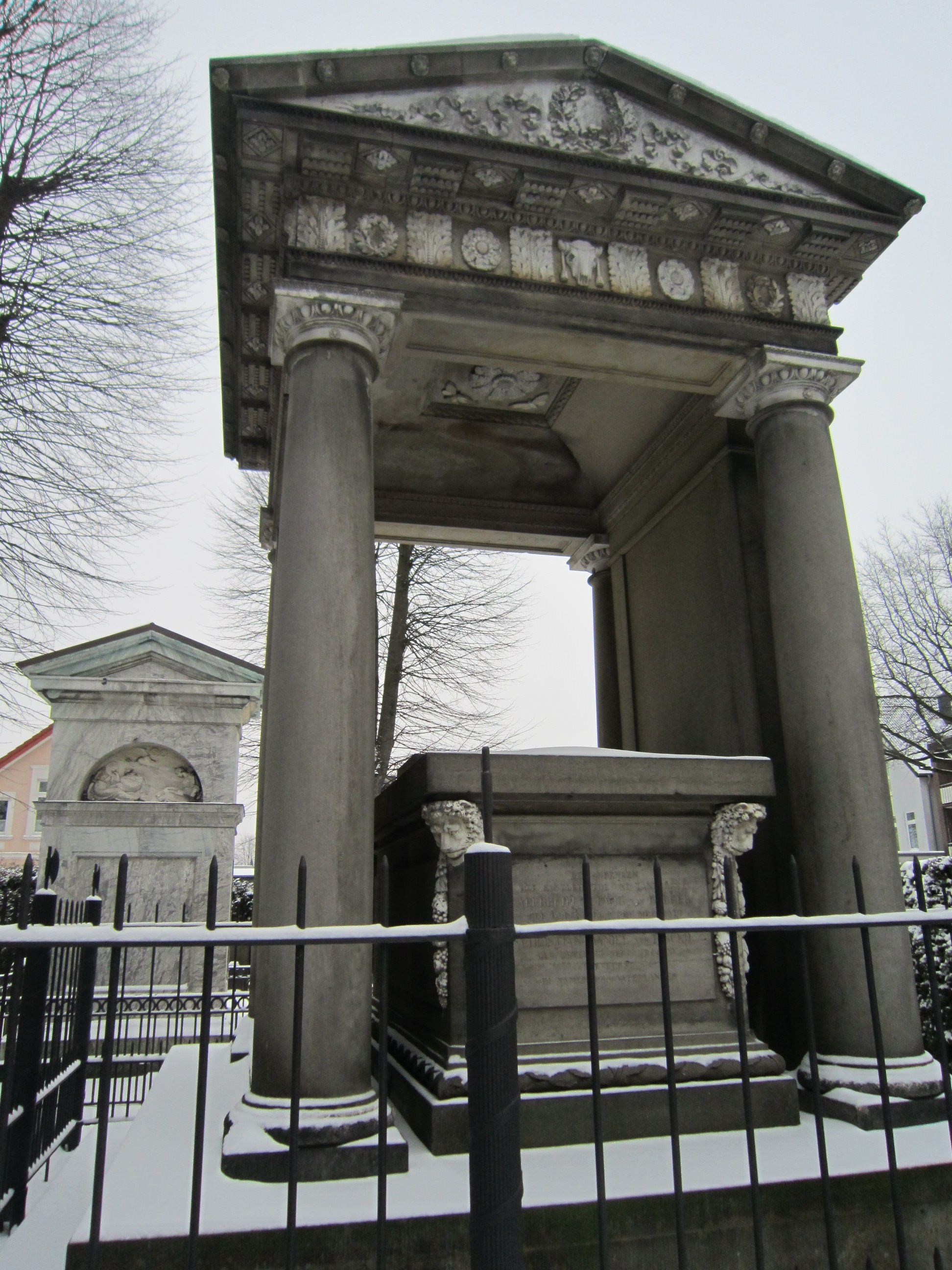
Могила Бергера и фон Финка.

24 февраля 1813 г. в Гамбурге разразилось восстание, давшее старт восстаниям и волнениям по всей удерживаемой французами Гермаии. 16 марта 1813 г. на границах герцогства были замечены русские казаки. Ольденбург уже не был застрахован от нападения, и французские чиновники и жандармерия сначала перебрались в Бремен. Для поддержания общественного порядка и для защиты французской собственности и сочувствующих французам была сформирована гражданская гвардия. Тем не менее, дома мэров в Брейке и Эльсфлете были опустошены, и вскоре волнения достигли Ольденбурга. Там Фрошо назначил административную комиссию из пяти человек из числа членов бывшего магистрата для поддержания порядка, но им не удалось взять ситуацию под контроль. Тюрьма, в которой хранилось много имущества, была разграблена. Комиссия также изменила различные официальные названия с французского на немецкий язык и воздержалась от преследования нарушителей спокойствия, издав прокламацию с призывом обеспечить спокойствие горожан.
Это было истолковано французами как нападение и 20 марта 1813 г. в ганзейских ведомствах было введено чрезвычайное положение. Французские войска были отправлены в Ольденбург через Брейк и Эльсфлет, захватив по пути несколько чиновников. Крепость Блексен была отбита французами 25 марта, несколько пленных артиллеристов были казнены. После побед французов при Лютцене (2 мая 1813 г.) и Баутцене (20/21 мая) субпрефект Фрошо также вернулся в Ольденбург.
Члены административной комиссии, хотя и были назначены Фрошо, продолжали скрываться, но позже сдались французам в обмен на гарантии безопасности. Среди них были советники канцелярии Альбрехт Людвиг фон Бергер и Кристиан Даниэль фон Финк, а также производитель сахара Герхард Николаус Буллинг, купец Иоганн Дитрих Клевеманн и землевладелец Петер Людвиг Карл Фридрих фон Негелейн на Фикенсольте. 4 апреля пять членов комиссии и бывший мэр Ольденбурга Иоганн Виганд Кристиан Эрдманн были переведены в Бремен. Там Бергер и Финк были приговорены к смертной казни на показательном процессе генералом Жозефом Вандамом за государственную измену, вопреки заверениям Фрошо. Казнью должен был руководить знакомый этих двоих генерал фон Остен, остальным разрешили вернуться в Ольденбург. Позже Бергер и Финк были реабилитированы Петром I, и в 1824 году им обоим был установлен памятник на кладбище Гертруды. Осадное положение сохранялось, но запланированное грабежи предотвратил бежавший в город от революции французский эмигрант шевалье Луи Марсель де Куссер, который был назначен французами председателем муниципального совета.

## Освобождение

Великое герцогство Ольденбург в 1871 г.

В ходе начавшейся в Германии освободительной войны герцог Петр двинулся в северную Германию в сопровождении Александра I и прусско-русской армией и Русско-германского легиона. Герцог участвовал в сражениях при Гросгёршене, Баутцене, Дрездене (26/27 августа) и битве народов. В октябре 1813 г. российские войска достигли Ольденбурга и Петр 27 ноября был восторженно встречен горожанами.
Чтобы Ольденбург также мог принять участие в освободительной борьбе против французов, Петр ввел в действие военную конституцию, составленную потомственным князем Августом 24 декабря, тем самым введя всеобщую воинскую повинность для создания ольденбургского контингента. Однако из-за всеобщего нежелания подготовка шла вяло, и поэтому контингент оказался единственным германским государством, не принимавшим участия в весенней кампании 1814 года.
Когда Наполеон вернулся во Францию с Эльбы 1 марта 1815 г., в Ольденбурге в мае 1815 г. прошла всеобщая мобилизация. Ольденбургский полк под командованием полковника Вильгельма Варденбурга численностью 1,6 тыс. человек был приписан к Северогерманскому федеральному корпусу под командованием фельдмаршала Гебхарда Блюхера. Ольденбургцы участвовали летом 1815 г. в боях при Мезьере у Седана и Монмеди. 8 декабря отряд вернулся в Ольденбург, за время боевых действий потеряв лишь пять человек.
По итогам Венского конгресса Ольденбургу был присвоен статус великого герцогства. В нём находились бывшие владения графов Бентинк, которые были преобразованы в амт Варель, а также принадлежавшие княжеству-епископству Мюнстер города Фехта и Клоппенбург. Уже 28 декабря 1813 г. император России Александр I вернул Ольденбургу утраченный 150 лет назад город Евер и княжество Биркенфельд в обмен на отказ от сбора от пошлин за провоз товаров по Везеру. По Венскому заключительному акту 1821 г. Ольденбург присоединился к Германскому союзу.